# Eduardo Lizalde
Eduardo Lizalde Chávez (Ciudad de México, 14 de julio de 1929-25 de mayo de 2022) fue un escritor, poeta y académico mexicano.

## Estudios y docencia
Su padre fue el ingeniero Juan Lizalde, quien lo enseñó a construir sonetos en su infancia. Su madre era María Luisa Chávez García de la Cadena. Uno de sus 6 hermanos, fue el actor Enrique Lizalde, es primo del cantante Óscar Chávez.
Realizó sus estudios de preparatoria en la Universidad de Puebla y los profesionales en la Facultad de Filosofía y Letras de la Universidad Nacional Autónoma de México (UNAM). Dirigió la emisora Radio Universidad de esta casa de estudios; también estudió en la Escuela Superior de Música del Instituto Nacional de Bellas Artes (INBA) con predilección la música de opera, de la cual es un profundo conocedor. En 1984 obtuvo la beca Guggenheim de la John Simon Guggenheim Memorial Foundation con la cual pudo realizar estudios en Estados Unidos. Ha impartido clases de Literatura española, mexicana y latinoamericana en su alma mater desde 1958. Fue secretario general de la Escuela de Verano de la UNAM. 
En 1948, empezó a publicar sus primeros poemas en el periódico El Universal; a los 27 años de edad publica su primer libro de poemas titulado La mala hora.

## Trayectoria profesional
En 1948 inició el movimiento Poeticismo, junto a Enrique González Rojo Arthur y Marco Antonio Montes de Oca, fallida corriente literaria que intentaba asentar sus bases teóricas en la «univocidad» de la expresión poética y pretendía combatir la supuesta vaguedad e imprecisión verbal y conceptual de la poesía de su tiempo; en su libro Autobiografía de un fracaso crítica severamente el movimiento.
En 1955, comenzó su militancia en el Partido Comunista Mexicano, del cual fue expulsado a principios de 1960, junto con José Revueltas; ambos fundaron la Liga Espartaco Leninista (1960-1963), movimiento político alternativo que abandonaron poco tiempo después. En esa época publicó en La Voz de México, órgano oficial del partido, poemas de contenido social e ideológico. Colaboró con reseñas literarias en los suplementos Revista Mexicana de Cultura del diario El Nacional; México en la Cultura, de Novedades y El Gallo Ilustrado, de El Día. así como en las revistas Ideas de México, Revista de la Universidad de México, Vuelta, Letras Libres, La Letra y la Imagen. Dirigió durante un año (1982-1983), el suplemento de Novedades: El Semanario Cultural. De 1988 a 1994 fue presidente de Pen Club de México.  Fue el primer entrevistador de Julio Cortázar en México. 
Poemas en inglés, francés, italiano, portugués, alemán y ruso, apoyado por personas que conocen algunos idiomas mejor que él, Lizalde ha contribuido de manera importante en la traducción de grandes textos, como los de Shakespeare o William Blake. Por su excelente tarea traductora "Lizalde podría incorporar sus versiones como obra de creación personal"
Lizalde es conocido como «El Tigre», por la aparición recurrente de dicho animal en su obra, gracias a la influencia de William Blake, Jorge Luis Borges así como de Salgari y Kipling, lecturas realizadas durante su infancia.
Se le otorgó el Premio Internacional Carlos Fuentes de Creación Literaria por "ser el poeta vivo más importante en México y uno de los más notables de la lengua española", se apunta en el acta del jurado, según el comunicado de la Secretaría de Cultura, el ocho de noviembre del dos mil dieciséis; el jurado de la tercera edición del premio estuvo integrado por: Jaime Labastida, Sergio Ramírez, Juan Luis Cebrián, Roger Bartra y Vicente Quirarte.

## Funcionario y académico
En la UNAM fue jefe de la Imprenta Universitaria, secretario general de la Escuela de Cursos Temporales y director de la Casa del Lago. En 1977 fue director de Medios Audiovisuales de la Secretaría de Educación Pública (SEP). En 1982 fue director de Televisión de la República Mexicana (TRM). De 1986 a 1989 fue director de Publicaciones y Medios de la misma Secretaría. En 1989 fue nombrado director de Ópera del Instituto Nacional de Bellas Artes. De 1996 a 2019, fue director de la Biblioteca México José Vasconcelos.
Fue Creador Emérito del Sistema Nacional de Creadores de Arte del Fondo Nacional para la Cultura y las Artes desde 1994. Fue nombrado miembro de número de la Academia Mexicana de la Lengua en 2006, tomó posesión de la silla XIV el 24 de mayo de 2007 con el discurso La poesía mexicana, esplendor e infortunio.

## Obras publicadas[9]
Poesía:
- La mala hora, 1956.
- Odesa y Cananea, en 1958.
- La sangre en general, 1959.
- Cada cosa es Babel, 1966.
- El tigre en la casa, 1970.
- La zorra enferma, 1974.
- Caza mayor, 1979.
- Memoria del tigre, 1983.
- Tercera Tenochtitlán, 1983.
- ¡Tigre, tigre!, 1985
- Antología impersonal, 1986.
- Tabernarios y eróticos, 1988.
- Rosas, 1994.
- Otros tigres, en 1995.
- Nueva memoria del tigre. (Poesía 1949-1991), 1993.
- La caza del tigre, antología poética, 1998.
- Rosas y Otros tigres, 1999.
- Recuerdo que el amor era una blanda furia. Antología, 2000.
- Algaida, 2004.
- Baja traición. Crestomatía de poemas traducidos, 2009.
- Todo poema está empezando (antología, 1996-2007), 2009.

Cuento:
- La cámara, 1960.
- Almanaque de cuentos y ficciones (1955-2005), 2010.

Ensayo:
- Luis Buñuel, odisea del demoledor, 1962.
- Autobiografía de un fracaso. El poeticismo, 1981.
- Tablero de divagaciones, 1999.
- La ópera ayer, la ópera hoy, la ópera siempre, 2004.

Novela:
- Siglo de un día, 1993.

Varia invención:
- Manual de flora fantástica (poemas en prosa), 1997.

## Premios y distinciones
- Premio Xavier Villaurrutia, en 1970; por su obra "El tigre en la casa".
- Premio Nacional de Poesía de Aguascalientes, en 1974; por la "Zorra enferma".
- Premio Nacional de Ciencias y Artes en el área de Lingüística y Literatura otorgado por la Secretaría de Educación Pública en 1988.
- Creador Emérito del Sistema Nacional de Creadores de Arte del Fondo Nacional para la Cultura y las Artes desde 1994.
- Premio Iberoamericano Ramón López Velarde en 2002.
- Premio Internacional de Poesía Jaime Sabines-Gatien Lapointe, en 2005.
- Premio Internacional Alfonso Reyes, en 2011.[10]
- Premio Internacional de Poesía Federico García Lorca, en 2013.
- Premio Internacional Carlos Fuentes a la Creación Literaria en español, 2017.

## Familia
Su hermano, Enrique Lizalde, fue actor de teatro, cine y televisión. Su primo, Óscar Chávez, fue actor, cantautor, investigador de música, director de teatro y poeta.